# Municipio de Pulaski (Minnesota)
El municipio de Pulaski (en inglés: Pulaski Township) es un municipio ubicado en el condado de Morrison en el estado estadounidense de Minnesota. En el año 2010 tenía una población de 300 habitantes y una densidad poblacional de 3,58 personas por km².

## Geografía
El municipio de Pulaski se encuentra ubicado en las coordenadas 46°5′57″N 93°58′40″O / 46.09917, -93.97778. Según la Oficina del Censo de los Estados Unidos, el municipio tiene una superficie total de 83.78 km², de la cual 80,31 km² corresponden a tierra firme y (4,13 %) 3,46 km² es agua.

## Demografía
Según el censo de 2010, había 300 personas residiendo en el municipio de Pulaski. La densidad de población era de 3,58 hab./km². De los 300 habitantes, el municipio de Pulaski estaba compuesto por el 98,33 % blancos, el 0,33 % eran afroamericanos, el 0,67 % eran de otras razas y el 0,67 % eran de una mezcla de razas. Del total de la población el 0,33 % eran hispanos o latinos de cualquier raza.